# Constantine (série télévisée)
Pour les articles homonymes, voir Constantine.
Constantine est une série télévisée américaine en treize épisodes de 42 minutes développée par Daniel Cerone et David S. Goyer, basée sur le comic book Hellblazer publiée par DC Comics, se trouvant finalement dans la collection Vertigo, diffusée du 24 octobre 2014 au 13 février 2015 sur le réseau NBC et en simultané sur le réseau Global au Canada.
En France, la série est inédite à la télévision mais elle est disponible en vidéo à la demande avec abonnement en version originale sous-titrée sur Canalplay. Toutefois, elle reste encore inédite dans les autres pays francophones.

## Synopsis
John Constantine est un exorciste et adepte de la magie noire dévoré par ses erreurs passées. Lors d'un exorcisme, il perd son âme et se fait damner. Mais un ange lui laisse entrevoir une chance de rédemption.

## Distribution

### Acteurs principaux
- Matt Ryan : John Constantine
- Angélica Celaya : Zed Martin
- Charles Halford (en) : Chas Chandler
- Harold Perrineau : Manny

Photos des acteurs principaux
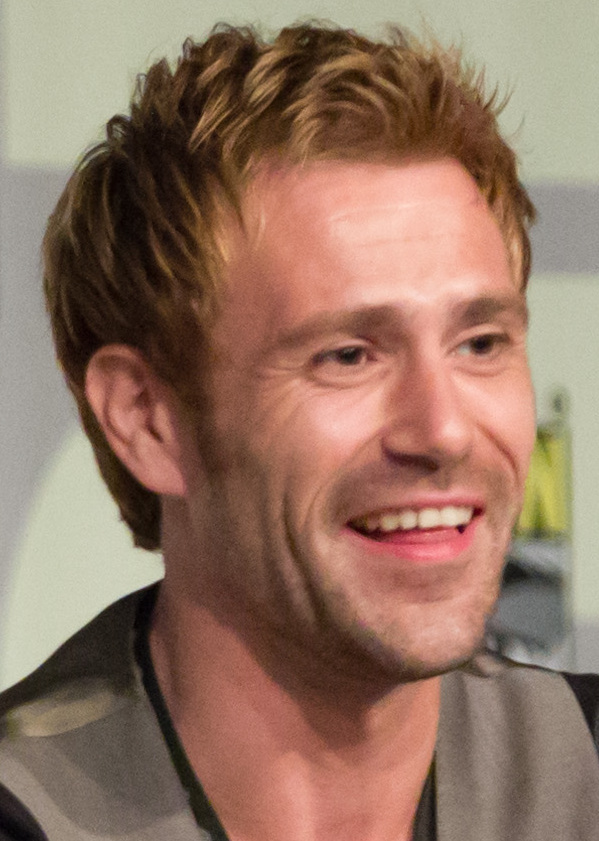
Matt Ryan interprète John Constantine
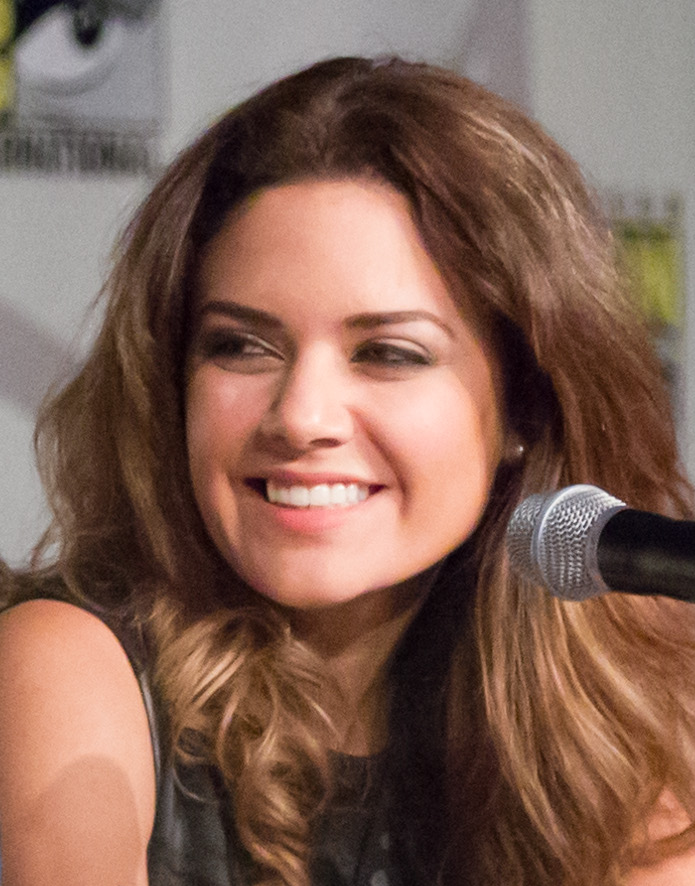
Angélica Celaya interprète Zed Martin
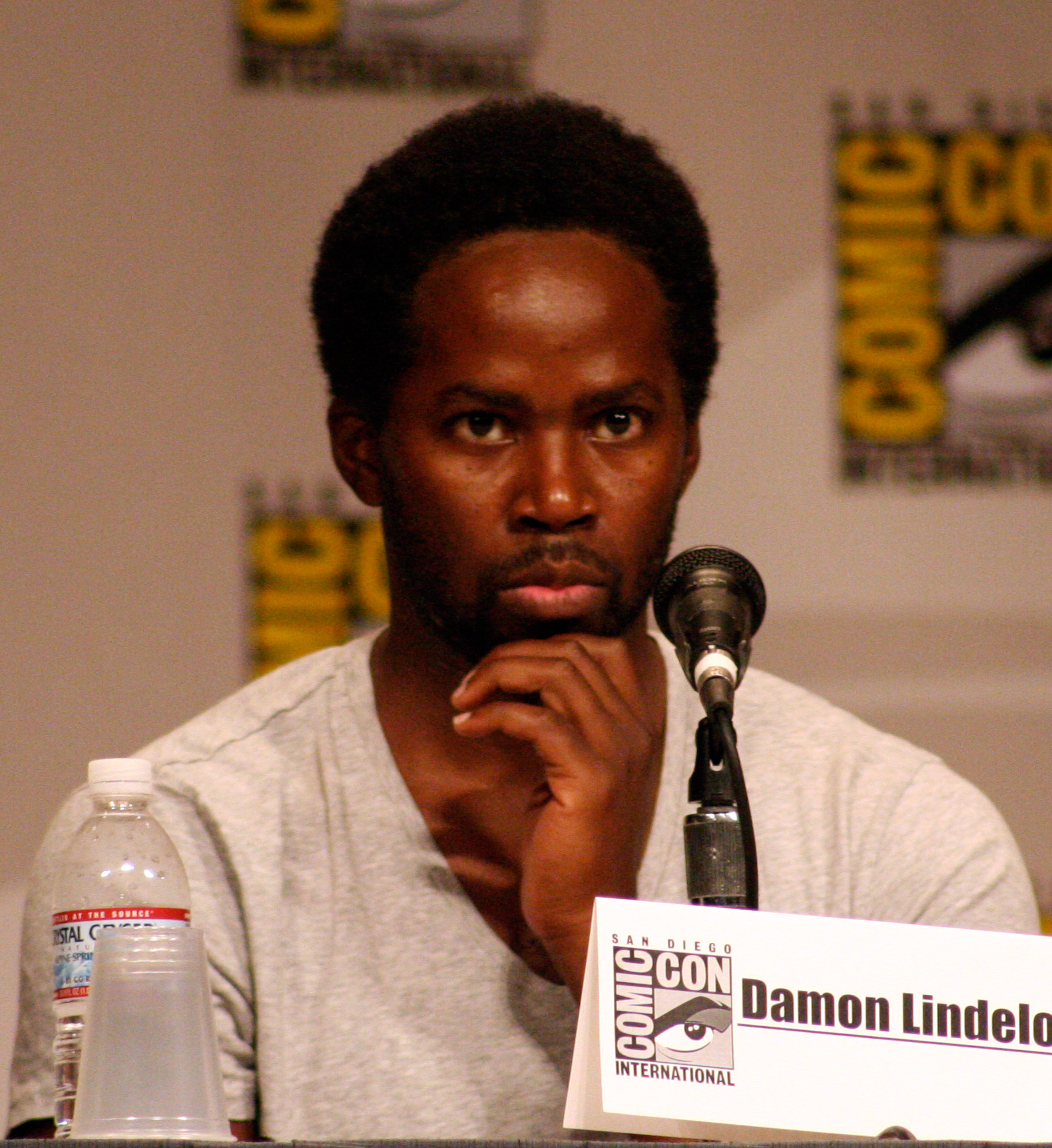
Harold Perrineau interprète Manny

### Invités
- Jeremy Davies : Ritchie Simpson (épisodes 1 et 11)
- Lucy Griffiths : Liv Aberdine (épisode 1)
- Miles Anderson : Dr Roger Huntoon (épisode 1)
- Lisa Darr : La mère de Liv (épisode 1)
- Bailey Tippen : Astra Logue (épisode 1)
- Jeff Delaney : Dave[5] (épisode 2)
- Barrett Carnahan : Nathan Bowman (épisode 2)
- James LeGros : Ellis McGee (épisode 2)
- Leisha Hailey : La femme de Lannis (épisode 2)
- Cullen Moss : Owen (épisode 2)
- Michael McGrady (en) : Thad Bowman (épisode 2)
- Michael James Shaw (en) : Papa Midnite (épisodes 3, 5 et 13)
- Joelle Carter : Jasmine Fell (épisode 3)
- Sean Whalen : Anton (épisode 3)
- Nicholas Pryor : Marcus Mooney (épisode 3)
- Dikran Tulaine (en) : Bernie Reed (épisode 3)
- Jonjo O'Neill (en) : Gary Lester (épisodes 4, 11 et 13)
- Charles Parnell : Nommo (épisode 4)
- Melissa Long (en) : News Reporter #2 (épisode 4)
- Emmett J. Scanlan (en) : Jim Corrigan (épisodes 5 et 13)
- Annie Monroe (en) : Tammy Fraser (épisode 5)
- Chasty Ballesteros : Misaki Ross (épisode 5)
- Niall Matter : Daryl (épisode 6)
- Laura Regan : Claire (épisode 6)
- Max Charles (en) : Henry (épisode 6)
- David A. Gregory (en) : Eddie (épisodes 7 et 8)
- Juliana Harkavy : Sarah (épisode 7)
- Jody Thompson : Tom (épisode 7)
- Megan West : Imogen (épisode 7)
- Claire van der Boom : Anne Marie Flynn (épisodes 8 et 9)
- Jose Pablo Cantillo : Hugo Lopez (épisodes 8 et 9)
- Paloma Guzmán : Luisa (épisode 8)
- Brandon Larracuente : Mateo Lopez (épisode 8)
- Efren Ramirez : Julio (épisode 9)
- Werner Daehn (de) : Vicente (épisode 9)
- Mark Margolis : Felix Faust (épisode 10)
- Amanda Clayton (en) : Renee Chandler (épisode 10)
- Darlene Rodriguez (en) : News Anchor (épisode 10)
- Shamier Anderson : Adam (épisode 11)
- Skyler Day (en) : Miranda (épisode 11)
- Erinn Westbrook : Lily (épisode 11)
- William Mapother : Jacob Shaw (épisode 11)
- Nick Gehlfuss : Dr Thomas Galen (épisode 12)
- Alexa Havins : Linda (épisode 12)
- Robert Pralgo (en) : Dr Bob Carroll (épisode 12)
- Jesse C. Boyd (ko) : Garret (épisode 12)
- Annalise Basso : Vesta Whitney (épisode 13)
- J. D. Evermore : L'homme (épisode 13)

## Production
Le projet de Daniel Cerone David S. Goyer a débuté en septembre 2013 chez NBC, et le pilote a été commandé mi-janvier 2014.
Le casting principal a débuté le mois suivant, avec l'embauche de Matt Ryan, puis début mars, de Lucy Griffiths, Harold Perrineau et Charles Halford (en).
La série a été commandée le 8 mai 2014, et trois jours plus tard lors des Upfronts, a été placée dans la case du vendredi à 22 h à l'automne.
Le ton de la série a été annoncé comme plus proche du comics d'origine que ne l'a été le film de 2005, au détail près que dans la version télévisuelle, Constantine ne fumera pas à l'écran,. De même, la bisexualité du personnage ne sera pas évoquée à l'écran. Le créateur de la série Daniel Cerone se justifie en disant que ce trait n'était pas important non plus dans le comics, ce qui a reçu quelques critiques des fans.
En juillet 2014, Lucy Griffiths quitte la série et son rôle ne sera pas recasté mais plutôt remplacé par un personnage nommé Zed, attribué à Angélica Celaya.
Durant l'été, la production invite Joelle Carter et Emmett J. Scanlan (en).
En octobre, NBC commande trois scripts supplémentaires, mais décide de ne pas commander d'épisodes supplémentaires.
Le 8 mai 2015, la série est annulée par NBC. Le producteur admet chercher un autre diffuseur afin de poursuivre la série. Le 7 juin 2015, Daniel Cerone, créateur de la série, confirme que les négociations ont échoué et malgré le soutien des fans, la série est définitivement annulée.
Matt Ryan reprendra toutefois le personnage dans les séries liées à l'univers partagé Arrowverse : il apparait d'abord dans l'épisode 5 de la saison 4 d’Arrow avant d'intégrer la série Legends of Tomorrow en tant que récurrent dans la saison 3 puis personnage principal de la quatrième à la sixième saison. En outre, Matt Ryan reprend aussi son rôle dans un épisode de Batwoman (saison 1 épisode 9) et un épisode de Flash (saison 6 épisode 9). Matt Ryan double également le personnage dans les films d'animation Justice League Dark (2017), Justice League Dark: Apokolips War (2020), Constantine: The House of Mystery (2022), Justice League: Crisis on Infinite Earths Part 2 (2024), Justice League: Crisis on Infinite Earths Part 3 (2024) ainsi que dans la web-série d'animation Constantine (Constantine: City of Demons) et dans la série Harley Quinn (saison 3 épisode 5).
De plus, Bailey Tippen reprend aussi son rôle d'Astra Logue dans un épisode de la saison 3 de Legends of Tomorrow tandis que Jeremy Davies reprend également son rôle de Ritchie Simpson dans le film d'animation Justice League Dark (2017).

## Épisodes
| № | Titre                                                         | Réalisation            | Scénario                                                                     | Première diffusion | Audience (millions) |
| --- | ------------------------------------------------------------- | ---------------------- | ---------------------------------------------------------------------------- | ------------------ | ------------------- |
| 1 | Le pendentif Non Est Asylum                                   | Neil Marshall          | Histoire: Daniel Cerone (en) et David S. Goyer Mise en scène : Daniel Cerone | 24 octobre 2014    | 4,28                |
| Après un exorcisme raté ayant causé la mort d'une enfant par un démon, John Constantine s'est reclus dans un hôpital psychiatrique. Mais des esprits lui demandent de reprendre la route et le mènent vers Liv Aberdine, une jeune femme menacée.                                              |                                                               |                        |                                                                              |                    |                     |
| 2 | Le Goût des ténèbres The Darkness Beneath                     | Steve Shill (en)       | Rockne S. O'Bannon                                                           | 31 octobre 2014    | 3,06                |
| Constantine part pour un village minier de Pennsylvanie où plusieurs mineurs sont morts dans des circonstances étranges. Il va y rencontrer Zed, une jeune femme aux pouvoirs psychiques puissants qui cherchait le sorcier depuis qu'il est apparu dans ses visions.                          |                                                               |                        |                                                                              |                    |                     |
| 3 | Le Disque du diable The Devil's Vinyl                         | Romeo Tirone (en)      | Mark Verheiden et David S. Goyer                                             | 7 novembre 2014    | 3,14                |
| John et Zed partent pour Chicago, où un disque vinyle maudit causant la mort de quiconque l'écoute. Mais Papa Midnite, un puissant sorcier vaudou, veut également le disque. |                                                               |                        |                                                                              |                    |                     |
| 4 | Festin entre amis A Feast of Friends                          | John F. Showalter (en) | Cameron Welsh (en)                                                           | 14 novembre 2014   | 3,47                |
| John doit venir en aide à Gary Lester, un vieil ami exorciste qui est parvenu à capturer un démon au Soudan mais qui a été libéré par inadvertance par les agents des douanes. |                                                               |                        |                                                                              |                    |                     |
| 5 | Danse Vaudou                                                  | John Badham            | Christine Boylan (en)                                                        | 21 novembre 2014   | 3,54                |
| John, Zed et Chas partent pour la Nouvelle-Orléans où plusieurs morts suspectes ont eu lieu. L'inspecteur Jim Corrigan est dépassé mais il ignore qu'il a affaire à deux esprits vengeurs : une mannequin défigurée et un auto-stoppeur.                                                       |                                                               |                        |                                                                              |                    |                     |
| 6 | La Colère de Caliban The Rage of Caliban                      | Neil Marshall          | Daniel Cerone                                                                | 28 novembre 2014   | 3,34                |
| John et Chas enquêtent sur la mort de parents massacrés mais où à chaque fois, leurs enfants restent indemnes. John comprend qu'il a affaire à l'esprit d'un enfant qui a tué ses parents violents, mais ne parvient pas à identifier le démon précisément.                                    |                                                               |                        |                                                                              |                    |                     |
| 7 | Bénis soient les pécheurs Blessed Are the Damned              | Nick Gomez             | Sneha Koorse                                                                 | 5 décembre 2014    | 3,17                |
| John et Zed partent enquêter sur le cas d'un prêcheur qui aurait survécu à la morsure d'un serpent venimeux et serait depuis capable de guérir les pires maladies et blessures. Il s'avère que lors de sa mort, il est parvenu à arracher la plume d'un ange.                                  |                                                               |                        |                                                                              |                    |                     |
| 8 | Dernière prière - 1re partie The Saint of Last Resorts        | T. J. Scott (en)       | Carly Wray (en)                                                              | 12 décembre 2014   | 3,3                 |
| John est surpris de voir que Zed a dessiné un Invuche. Mais à peine se pose-t-il des questions qu'Anne Marie, la femme qui l'a initié à la magie, lui apparait en vision et l'appelle à l'aide dans un couvent du Mexique, où plusieurs nouveau-nés ont été enlevés et leurs mères massacrées. |                                                               |                        |                                                                              |                    |                     |
| 9 | Dernière prière - 2e partie The Saint of Last Resorts: Part 2 | Romeo Tirone           | Mark Verheiden                                                               | 16 janvier 2015    | 3,06                |
| Pour survivre à ses blessures, Constantine prend tous les risques et se laisse posséder par un démon puissant. Chas, Zed et Anne Marie sont ses seuls aides, Manny ayant choisi de lui tourner le dos.                                                                                         |                                                               |                        |                                                                              |                    |                     |
| 10 | Donnant donnant Quid pro Quo                                  | Mary Harron            | Brian Anthony                                                                | 23 janvier 2015    | 3,47                |
| Constantine et Zed rejoignent Chas à Brooklyn, où plusieurs personnes, dont la fille de Chas, ont vu leurs âmes arrachées et un démon menace de s'en emparer. Chas se remémore alors comment Constantine l'a rendu presque immortel mais l'a aussi malgré lui éloigné de sa famille.           |                                                               |                        |                                                                              |                    |                     |
| 11 | Un monde nouveau nous attend A Whole World Out There          | Thomas J. Wright       | Davita Scarlett et Sneha Koorse                                              | 30 janvier 2015    | 3,29                |
| Quatre étudiants utilisent un rituel antique et ouvrent une porte vers une réalité alternative créée par l'esprit d'un psychopathe. Constantine fait appel à leur professeur, Ritchie Simpson, pour les sauver.                                                                                |                                                               |                        |                                                                              |                    |                     |
| 12 | Anges, ministres de grâce Angels and Ministers of Grace       | Sam Hill (en)          | Christine Boylan                                                             | 6 février 2015     | 2,96                |
| Une force démoniaque semble tuer au hasard, laissant des corps pétris d'énergie noire. Constantine traque le tueur dans l'hôpital où les corps sont gardés avec Manny, alors que Zed subit des examens médicaux.                                                                               |                                                               |                        |                                                                              |                    |                     |
| 13 | En attendant l'Homme Waiting for the Man                      | David Boyd             | Cameron Welsh                                                                | 13 février 2015    | 3,3                 |
| Constantine et Zed reviennent à la Nouvelle-Orléans sur demande de Jim Corrigan, pour reprendre une enquête sur des disparitions de jeunes filles. John remarque vite que Papa Midnite en a après lui, maintenant que la Brujeria a mis à prix la tête du sorcier.                             |                                                               |                        |                                                                              |                    |                     |

## Accueil

### Critiques
Le site d'agrégation de critique Rotten Tomatoes donne un taux d'approbation de 72 % et une note moyenne de 6,2⁄10 basée sur 46 critiques, qui soulignent l'atmosphère, l'action et la qualité des effets spéciaux de Constantine qui, avec l'humour et une bonne adaptation du personnage de John Constantine, permettent de passer outre aux faiblesses narratives. Le site d'agrégation Metacritic donne une note de 53⁄100 basée sur 25 critiques presse.

### Audiences

#### Aux États-Unis
| Saison | Nombre d’épisodes | Diffusion originale | Diffusion originale | Diffusion originale | Diffusion originale            |
| Saison | Nombre d’épisodes | Années              | Début de saison     | Fin de saison       | Audience moyenne (en millions) |
| ------ | ----------------- | ------------------- | ------------------- | ------------------- | ------------------------------ |
| 1      | 13                | 2014-2015           | 24 octobre 2014     | 13 février 2015     | 3,33                           |